# Langley Park (Durham)
Langley Park – wieś w Anglii, w hrabstwie Durham. Leży 7 km na zachód od miasta Durham i 380 km na północ od Londynu.